# Arena Fedeguayas VPP
El Coliseo Voltaire Paladines Polo, también conocido como Coliseo Cerrado y denominado actualmente como Arena Fedeguayas VPP, es un escenario deportivo ubicado entre las avenidas de  Las Américas y Kennedy, de la ciudad de Guayaquil. Pertenece a la Federación Deportiva del Guayas. Fue inaugurado el 30 de mayo de 1963 con el nombre de Coliseo Cerrado de Deportes Guayaquil. El  8 de abril de 1983 tomó el nombre de Voltaire Paladines Polo, en memoria de un dirigente de la Fedeguayas. En abril del 2002 comenzó su reconstrucción después de un grave deterioro en sus instalaciones, y finalmente fue reinaugurado el 22 de julio de 2002.

## Eventos deportivos
- Lucha libre de exhibición de la WWE el 15 de febrero de 2010.
- Partido de Tenis Anna Kournikova (Rusia) ante Fabiola Zuluaga (Colombia) en single y Nicolás Lapentti Gómez con Anna Kournikova (Rusia) ante Fabiola Zuluaga (Colombia) y Andrés Gómez (ex-Campeón del Roland Garros de 1990) el 2 de diciembre de 2000.
- Festival de fisicocultirismo el 2 de octubre de 2005.
- Partidos y torneo de futsal masters.
- Juvenil de Gimnasia Artística el 14 de abril de 2009.
- Partido de Showbol Ecuador vs. Argentina el 8 de octubre de 2009.
- Torneo Internacional de Futsal por 88 años de Fedeguayas el 24 de julio de 2010.
- Partido de despedida de Nicolás Lapentti Gómez el 3 de septiembre de 2011 ante Pete Sampras (Estados Unidos).
- El V Campeonato Mundial de Tae kwon do se realizó en Guayaquil, entre el 24 y el 27 de febrero de 1982, bajo la organización de la Federación Mundial de Tae kwon do y de la Federación Ecuatoriana de este deporte.

## Otros eventos
- Lanzamiento y presentación del disco compacto y CD de Abdalá Bucaram & Los Iracundos titulado ‘Un loco que ama’.[3][4]
- Sepelio, Misa de Honra y Honras Fúnebres de Julio Jaramillo con una asistencia de 18 000 personas el 10 de febrero de 1978.[5]
- Programa Siempre en Domingo con la conducción de Raúl Velasco transmitido por el desaparecido Telecentro (hoy TC Televisión) con una asistencia de 18 000 personas entre 1982 y 1986.[6]
- Sepelio, Misa de Honra y Honras Fúnebres de Alberto Spencer con una asistencia de 18 000 personas el 6 de noviembre de 2006.[7]
- Miss Ecuador 2007 con una asistencia de 18 000 personas el 22 de marzo de 2007.[8]
- Programa Especial y Concierto de Niñoesperanza 2007 organizado por la Fundación Niñoesperanza la campaña permanente promovido por Ecuavisa y UNICEF con una asistencia de 18 000 personas el 10 de noviembre de 2007.[9]
- Velatorio y Honras Fúnebres de Sharon la Hechicera con una asistencia de 18 000 personas el 4 de enero de 2015.[10]